# Fotboll vid olympiska sommarspelen 1972
Fotboll vid olympiska sommarspelen 1972 i München, Bayern, Västtyskland spelades 27 augusti-10 september 1972 och vanns av Polen före Ungern, medan bronsmedaljerna delades mellan Sovjetunionen och Östtyskland. 16 lag var indelade i fyra grupper: Matcherna var förlagda till München, Augsburg, Ingolstadt, Nürnberg, Passau och Regensburg.

## Turneringen

### Medaljörer
| Gren   | Guld | Silver | Brons |
| Herrar | Polen Hubert Kostka Zbigniew Gut Jerzy Gorgoń Zygmunt Anczok Lesław Ćmikiewicz Zygmunt Maszczyk Jerzy Kraska Kazimierz Deyna Zygfryd Szołtysik Włodzimierz Lubański Robert Gadocha Ryszard Szymczak Antoni Szymanowski Joachim Marx Grzegorz Lato Marian Ostafiński Kazimierz Kmiecik | Ungern István Géczi Péter Vépi Miklós Páncsics Péter Juhász Lajos Szűcs Mihály Kozma Antal Dunai Lajos Kű Béla Váradi Ede Dunai László Bálint Lajos Kocsis Kálmán Tóth László Branikovics József Kovács Csaba Vidács Adám Rothermel | Sovjetunionen Oleh Blochin Murtaz Churtsilava Juri Istomin Vladimir Kaplitjnj Viktor Kolotov Evgenj Lovtjev Sergei Olshanskj Evhen Rudakov Vjatjeslav Semjonov Gennadj Jevriuzjikin Oganes Zanazanjan Andrei Jakubik Arkadj Andreasjan Revaz Dzodzuasjvili Jozjef Sabo Juri Jelisejev Vladimir Onistjenko Anatolij Kuksov Vladimir Pilguj |
| Herrar | Polen Hubert Kostka Zbigniew Gut Jerzy Gorgoń Zygmunt Anczok Lesław Ćmikiewicz Zygmunt Maszczyk Jerzy Kraska Kazimierz Deyna Zygfryd Szołtysik Włodzimierz Lubański Robert Gadocha Ryszard Szymczak Antoni Szymanowski Joachim Marx Grzegorz Lato Marian Ostafiński Kazimierz Kmiecik | Ungern István Géczi Péter Vépi Miklós Páncsics Péter Juhász Lajos Szűcs Mihály Kozma Antal Dunai Lajos Kű Béla Váradi Ede Dunai László Bálint Lajos Kocsis Kálmán Tóth László Branikovics József Kovács Csaba Vidács Adám Rothermel | Östtyskland Jürgen Croy Manfred Zapf Konrad Weise Bernd Bransch Jürgen Pommerenke Jürgen Sparwasser Hans-Jürgen Kreische Joachim Streich Wolfgang Seguin Peter Ducke Frank Ganzera Lothar Kurbjuweit Eberhard Vogel Harald Irmscher Ralf Schulenberg Reinhard Häfner Siegmar Watzlich                                                     |

### Laguppställningar
Huvudartikel: Spelartrupper i fotboll vid olympiska sommarspelen 1972

### Första omgången

#### Grupp A
| Nr | Lag          | S | V | O | F | GM | IM | MS  | P |
| -- | ------------ | - | - | - | - | -- | -- | --- | - |
| 1  | Västtyskland | 3 | 3 | 0 | 0 | 10 | 0  | +10 | 6 |
| 2  | Marocko      | 3 | 1 | 1 | 1 | 6  | 3  | +3  | 3 |
| 3  | Malaysia     | 3 | 1 | 0 | 2 | 3  | 9  | −6  | 2 |
| 4  | USA          | 3 | 0 | 1 | 2 | 0  | 10 | −10 | 1 |

| 2         | 27 augusti 1972 | Marocko | 0 – 0   | USA | Rosenaustadion                                             |                                                            |
| 15:00 UTC | 15:00 UTC       |         | Rapport |     | Augsburg Publik: 4 000 Domare: Rudi Gluckner (Östtyskland) | Augsburg Publik: 4 000 Domare: Rudi Gluckner (Östtyskland) |
| 15:00 UTC | 15:00 UTC       |         |         |     | Augsburg Publik: 4 000 Domare: Rudi Gluckner (Östtyskland) | Augsburg Publik: 4 000 Domare: Rudi Gluckner (Östtyskland) |
| 15:00 UTC | 15:00 UTC       |         |         |     | Augsburg Publik: 4 000 Domare: Rudi Gluckner (Östtyskland) | Augsburg Publik: 4 000 Domare: Rudi Gluckner (Östtyskland) |

| 1         | 27 augusti 1972 | Västtyskland                                       | 3 – 0           | Malaysia | Olympiastadion                                             |                                                            |
| 15:00 UTC | 15:00 UTC       | Ronald Worm 56′ Jürgen Kalb 71′ Rudolf Seliger 82′ | (0 – 0) Rapport |          | München Publik: 60 000 Domare: Armando Marques (Brasilien) | München Publik: 60 000 Domare: Armando Marques (Brasilien) |
| 15:00 UTC | 15:00 UTC       |                                                    |                 |          | München Publik: 60 000 Domare: Armando Marques (Brasilien) | München Publik: 60 000 Domare: Armando Marques (Brasilien) |
| 15:00 UTC | 15:00 UTC       |                                                    |                 |          | München Publik: 60 000 Domare: Armando Marques (Brasilien) | München Publik: 60 000 Domare: Armando Marques (Brasilien) |

| 10        | 29 augusti 1972 | Malaysia | 3 – 0           | USA | ?                                                    |                                                      |
| 16:30 UTC | 16:30 UTC       |          | (1 – 0) Rapport |     | Ingolstadt Publik: 3 000 Domare: Henry Oberg (Norge) | Ingolstadt Publik: 3 000 Domare: Henry Oberg (Norge) |
| 16:30 UTC | 16:30 UTC       |          |                 |     | Ingolstadt Publik: 3 000 Domare: Henry Oberg (Norge) | Ingolstadt Publik: 3 000 Domare: Henry Oberg (Norge) |
| 16:30 UTC | 16:30 UTC       |          |                 |     | Ingolstadt Publik: 3 000 Domare: Henry Oberg (Norge) | Ingolstadt Publik: 3 000 Domare: Henry Oberg (Norge) |

| 9         | 29 augusti 1972 | Västtyskland                                            | 3 – 0           | Marocko | ?                                                     |                                                       |
| 15:00 UTC | 15:00 UTC       | Bernd Nickel 30′ (str.), 33′ (str.) Ottmar Hitzfeld 53′ | (2 – 0) Rapport |         | Passau Publik: 16 000 Domare: Dogan Babacan (Turkiet) | Passau Publik: 16 000 Domare: Dogan Babacan (Turkiet) |
| 15:00 UTC | 15:00 UTC       |                                                         |                 |         | Passau Publik: 16 000 Domare: Dogan Babacan (Turkiet) | Passau Publik: 16 000 Domare: Dogan Babacan (Turkiet) |
| 15:00 UTC | 15:00 UTC       |                                                         |                 |         | Passau Publik: 16 000 Domare: Dogan Babacan (Turkiet) | Passau Publik: 16 000 Domare: Dogan Babacan (Turkiet) |

| 17        | 31 augusti 1972 | Västtyskland                                                                            | 7 – 0           | USA | Olympiastadion                                                |                                                               |
| 21:00 UTC | 21:00 UTC       | Bernd Nickel 17′, 43′, 70′, 86′ Ottmar Hitzfeld 47′ Rudolf Seliger 62′ Hermann Bitz 79′ | (2 – 0) Rapport |     | München Publik: 65 000 Domare: Marco Dorantes Garcia (Mexiko) | München Publik: 65 000 Domare: Marco Dorantes Garcia (Mexiko) |
| 21:00 UTC | 21:00 UTC       |                                                                                         |                 |     | München Publik: 65 000 Domare: Marco Dorantes Garcia (Mexiko) | München Publik: 65 000 Domare: Marco Dorantes Garcia (Mexiko) |
| 21:00 UTC | 21:00 UTC       |                                                                                         |                 |     | München Publik: 65 000 Domare: Marco Dorantes Garcia (Mexiko) | München Publik: 65 000 Domare: Marco Dorantes Garcia (Mexiko) |

| 18        | 31 augusti 1972 | Marocko                                                                                | 6 – 0           | Malaysia | ?                                                        |                                                          |
| 16:30 UTC | 16:30 UTC       | Boujemaa Benkhrif 16′ Ahmed Faras 19′, 21′, 25′ Mohamed El Filali 56′ Mohamed Tati 85′ | (4 – 0) Rapport |          | Ingolstadt Publik: 2 500 Domare: Károly Palotai (Ungern) | Ingolstadt Publik: 2 500 Domare: Károly Palotai (Ungern) |
| 16:30 UTC | 16:30 UTC       |                                                                                        |                 |          | Ingolstadt Publik: 2 500 Domare: Károly Palotai (Ungern) | Ingolstadt Publik: 2 500 Domare: Károly Palotai (Ungern) |
| 16:30 UTC | 16:30 UTC       |                                                                                        |                 |          | Ingolstadt Publik: 2 500 Domare: Károly Palotai (Ungern) | Ingolstadt Publik: 2 500 Domare: Károly Palotai (Ungern) |

#### Grupp B
| Nr | Lag           | S | V | O | F | GM | IM | MS | P |
| -- | ------------- | - | - | - | - | -- | -- | -- | - |
| 1  | Sovjetunionen | 3 | 3 | 0 | 0 | 7  | 2  | +5 | 6 |
| 2  | Mexiko        | 3 | 2 | 0 | 1 | 3  | 4  | −1 | 4 |
| 3  | Burma         | 3 | 1 | 0 | 2 | 2  | 2  | 0  | 2 |
| 4  | Sudan         | 3 | 0 | 0 | 3 | 1  | 5  | −4 | 0 |

| 5         | 28 augusti 1972 | Sovjetunionen      | 1 – 0           | Burma | ?                                                    |                                                      |
| 16:30 UTC | 16:30 UTC       | Viktor Kolotov 51′ | (0 – 0) Rapport |       | Regensburg Publik: 6 000 Domare: Jafar Namdar (Iran) | Regensburg Publik: 6 000 Domare: Jafar Namdar (Iran) |
| 16:30 UTC | 16:30 UTC       |                    |                 |       | Regensburg Publik: 6 000 Domare: Jafar Namdar (Iran) | Regensburg Publik: 6 000 Domare: Jafar Namdar (Iran) |
| 16:30 UTC | 16:30 UTC       |                    |                 |       | Regensburg Publik: 6 000 Domare: Jafar Namdar (Iran) | Regensburg Publik: 6 000 Domare: Jafar Namdar (Iran) |

| 6         | 28 augusti 1972 | Mexiko           | 1 – 0           | Sudan | ?                                                           |                                                             |
| 16:30 UTC | 16:30 UTC       | Manuel Manzo 16′ | (1 – 0) Rapport |       | Nürnberg Publik: 500 Domare: Francesco Francescon (Italien) | Nürnberg Publik: 500 Domare: Francesco Francescon (Italien) |
| 16:30 UTC | 16:30 UTC       |                  |                 |       | Nürnberg Publik: 500 Domare: Francesco Francescon (Italien) | Nürnberg Publik: 500 Domare: Francesco Francescon (Italien) |
| 16:30 UTC | 16:30 UTC       |                  |                 |       | Nürnberg Publik: 500 Domare: Francesco Francescon (Italien) | Nürnberg Publik: 500 Domare: Francesco Francescon (Italien) |

| 14        | 30 augusti 1972 | Mexiko               | 1 – 0           | Burma | ?                                                      |                                                        |
| 16:30 UTC | 16:30 UTC       | Leonardo Cuéllar 86′ | (0 – 0) Rapport |       | Nürnberg Publik: 1 000 Domare: Robert Quarshie (Ghana) | Nürnberg Publik: 1 000 Domare: Robert Quarshie (Ghana) |
| 16:30 UTC | 16:30 UTC       |                      |                 |       | Nürnberg Publik: 1 000 Domare: Robert Quarshie (Ghana) | Nürnberg Publik: 1 000 Domare: Robert Quarshie (Ghana) |
| 16:30 UTC | 16:30 UTC       |                      |                 |       | Nürnberg Publik: 1 000 Domare: Robert Quarshie (Ghana) | Nürnberg Publik: 1 000 Domare: Robert Quarshie (Ghana) |

| 13        | 30 augusti 1082 | Sovjetunionen                                         | 2 – 1           | Sudan           | Olympiastadion                                                  |                                                                 |
| 15:00 UTC | 15:00 UTC       | Gennady Yevriuzhikin 42′ (str.) Oganes Zanazanyan 44′ | (2 – 0) Rapport | 59′ Nasr El Din | München Publik: 25 000 Domare: Ferdinand Biwersi (Västtyskland) | München Publik: 25 000 Domare: Ferdinand Biwersi (Västtyskland) |
| 15:00 UTC | 15:00 UTC       |                                                       |                 |                 | München Publik: 25 000 Domare: Ferdinand Biwersi (Västtyskland) | München Publik: 25 000 Domare: Ferdinand Biwersi (Västtyskland) |
| 15:00 UTC | 15:00 UTC       |                                                       |                 |                 | München Publik: 25 000 Domare: Ferdinand Biwersi (Västtyskland) | München Publik: 25 000 Domare: Ferdinand Biwersi (Västtyskland) |

| 22        | 1 september 1972 | Burma                         | 2 – 0           | Sudan | ?                                                    |                                                      |
| 16:30 UTC | 16:30 UTC        | Soe Than 7′ Aung Moe Thin 61′ | (1 – 0) Rapport |       | Passau Publik: 2 000 Domare: Marian Srodecki (Polen) | Passau Publik: 2 000 Domare: Marian Srodecki (Polen) |
| 16:30 UTC | 16:30 UTC        |                               |                 |       | Passau Publik: 2 000 Domare: Marian Srodecki (Polen) | Passau Publik: 2 000 Domare: Marian Srodecki (Polen) |
| 16:30 UTC | 16:30 UTC        |                               |                 |       | Passau Publik: 2 000 Domare: Marian Srodecki (Polen) | Passau Publik: 2 000 Domare: Marian Srodecki (Polen) |

| 21        | 1 september 1972 | Sovjetunionen                                     | 4 – 1           | Mexiko   | ?                                                           |                                                             |
| 16:30 UTC | 16:30 UTC        | Oleg Blokhin 7′, 13′, 14′ Vyacheslav Semyonov 58′ | (3 – 0) Rapport | 60′ Razo | Regensburg Publik: 8 000 Domare: Luis Pestarino (Argentina) | Regensburg Publik: 8 000 Domare: Luis Pestarino (Argentina) |
| 16:30 UTC | 16:30 UTC        |                                                   |                 |          | Regensburg Publik: 8 000 Domare: Luis Pestarino (Argentina) | Regensburg Publik: 8 000 Domare: Luis Pestarino (Argentina) |
| 16:30 UTC | 16:30 UTC        |                                                   |                 |          | Regensburg Publik: 8 000 Domare: Luis Pestarino (Argentina) | Regensburg Publik: 8 000 Domare: Luis Pestarino (Argentina) |

#### Grupp C
| Nr | Lag       | S | V | O | F | GM | IM | MS | P |
| -- | --------- | - | - | - | - | -- | -- | -- | - |
| 1  | Ungern    | 3 | 2 | 1 | 0 | 9  | 2  | +7 | 5 |
| 2  | Danmark   | 3 | 2 | 0 | 1 | 7  | 4  | +3 | 4 |
| 3  | Iran      | 3 | 1 | 0 | 2 | 1  | 9  | −8 | 2 |
| 4  | Brasilien | 3 | 0 | 1 | 2 | 4  | 6  | −2 | 1 |

| 3         | 27 augusti 1972 | Ungern                                                       | 5 – 0           | Iran | ?                                                             |                                                               |
| 15:00 UTC | 15:00 UTC       | Antal Dunai 31′, 48′, 90+1′ Béla Varadi 52′ Mihály Kozma 81′ | (1 – 0) Rapport |      | Nürnberg Publik: 2 000 Domare: Guillermo Velasquez (Colombia) | Nürnberg Publik: 2 000 Domare: Guillermo Velasquez (Colombia) |
| 15:00 UTC | 15:00 UTC       |                                                              |                 |      | Nürnberg Publik: 2 000 Domare: Guillermo Velasquez (Colombia) | Nürnberg Publik: 2 000 Domare: Guillermo Velasquez (Colombia) |
| 15:00 UTC | 15:00 UTC       |                                                              |                 |      | Nürnberg Publik: 2 000 Domare: Guillermo Velasquez (Colombia) | Nürnberg Publik: 2 000 Domare: Guillermo Velasquez (Colombia) |

| 4         | 27 augusti 1972 | Danmark                                 | 3 – 2           | Brasilien                             | ?                                                           |                                                             |
| 15:00 UTC | 15:00 UTC       | Allan Simonsen 28′, 83′ Per Røntved 50′ | (1 – 0) Rapport | 68′ Dirceu 69′ José Carlos dos Santos | Passau Publik: 10 000 Domare: Pavel Kazakov (Sovjetunionen) | Passau Publik: 10 000 Domare: Pavel Kazakov (Sovjetunionen) |
| 15:00 UTC | 15:00 UTC       |                                         |                 |                                       | Passau Publik: 10 000 Domare: Pavel Kazakov (Sovjetunionen) | Passau Publik: 10 000 Domare: Pavel Kazakov (Sovjetunionen) |
| 15:00 UTC | 15:00 UTC       |                                         |                 |                                       | Passau Publik: 10 000 Domare: Pavel Kazakov (Sovjetunionen) | Passau Publik: 10 000 Domare: Pavel Kazakov (Sovjetunionen) |

| 12        | 29 augusti 1972 | Danmark                                                      | 4 – 0           | Iran | Rosenaustadion                                           |                                                          |
| 16:30 UTC | 16:30 UTC       | Heino Hansen 16′, 58′ Allan Simonsen 39′ Kristen Nygaard 44′ | (3 – 0) Rapport |      | Augsburg Publik: 3 500 Domare: Abdelkrim Ziani (Marocko) | Augsburg Publik: 3 500 Domare: Abdelkrim Ziani (Marocko) |
| 16:30 UTC | 16:30 UTC       |                                                              |                 |      | Augsburg Publik: 3 500 Domare: Abdelkrim Ziani (Marocko) | Augsburg Publik: 3 500 Domare: Abdelkrim Ziani (Marocko) |
| 16:30 UTC | 16:30 UTC       |                                                              |                 |      | Augsburg Publik: 3 500 Domare: Abdelkrim Ziani (Marocko) | Augsburg Publik: 3 500 Domare: Abdelkrim Ziani (Marocko) |

| 11        | 29 augusti 1972 | Ungern                          | 2 – 2           | Brasilien                           | Olympiastadion                                                            |                                                                           |
| 17:30 UTC | 17:30 UTC       | Antal Dunai 4′ Péter Juhász 84′ | (1 – 0) Rapport | 67′ Pedro Antônio Simeão 73′ Dirceu | München Publik: 50 000 Domare: William Mullan (Skottland, Storbritannien) | München Publik: 50 000 Domare: William Mullan (Skottland, Storbritannien) |
| 17:30 UTC | 17:30 UTC       |                                 |                 |                                     | München Publik: 50 000 Domare: William Mullan (Skottland, Storbritannien) | München Publik: 50 000 Domare: William Mullan (Skottland, Storbritannien) |
| 17:30 UTC | 17:30 UTC       |                                 |                 |                                     | München Publik: 50 000 Domare: William Mullan (Skottland, Storbritannien) | München Publik: 50 000 Domare: William Mullan (Skottland, Storbritannien) |

| 20        | 31 augusti 1972 | Iran             | 1 – 0           | Brasilien | ?                                                                   |                                                                     |
| 16:30 UTC | 16:30 UTC       | Majid Halvai 63′ | (0 – 0) Rapport |           | Regensburg Publik: 2 200 Domare: Gerhard Schulemburg (Västtyskland) | Regensburg Publik: 2 200 Domare: Gerhard Schulemburg (Västtyskland) |
| 16:30 UTC | 16:30 UTC       |                  |                 |           | Regensburg Publik: 2 200 Domare: Gerhard Schulemburg (Västtyskland) | Regensburg Publik: 2 200 Domare: Gerhard Schulemburg (Västtyskland) |
| 16:30 UTC | 16:30 UTC       |                  |                 |           | Regensburg Publik: 2 200 Domare: Gerhard Schulemburg (Västtyskland) | Regensburg Publik: 2 200 Domare: Gerhard Schulemburg (Västtyskland) |

| 19        | 31 augusti 1972 | Danmark | 0 – 2           | Ungern             | Rosenaustadion                                        |                                                       |
| 16:30 UTC | 16:30 UTC       |         | (0 – 1) Rapport | 17′, 84′ Ede Dunai | Augsburg Publik: 8 500 Domare: Oei Poh Hwa (Malaysia) | Augsburg Publik: 8 500 Domare: Oei Poh Hwa (Malaysia) |
| 16:30 UTC | 16:30 UTC       |         |                 |                    | Augsburg Publik: 8 500 Domare: Oei Poh Hwa (Malaysia) | Augsburg Publik: 8 500 Domare: Oei Poh Hwa (Malaysia) |
| 16:30 UTC | 16:30 UTC       |         |                 |                    | Augsburg Publik: 8 500 Domare: Oei Poh Hwa (Malaysia) | Augsburg Publik: 8 500 Domare: Oei Poh Hwa (Malaysia) |

#### Grupp D
| Nr | Lag         | S | V | O | F | GM | IM | MS  | P |
| -- | ----------- | - | - | - | - | -- | -- | --- | - |
| 1  | Polen       | 3 | 3 | 0 | 0 | 11 | 2  | +9  | 6 |
| 2  | Östtyskland | 3 | 2 | 0 | 1 | 11 | 3  | +8  | 4 |
| 3  | Colombia    | 3 | 1 | 0 | 2 | 5  | 12 | −7  | 2 |
| 4  | Ghana       | 3 | 0 | 0 | 3 | 1  | 11 | −10 | 0 |

| 7         | 28 augusti 1972 | Östtyskland                                                             | 4 – 0           | Ghana | Olympiastadion                                      |                                                     |
| 17:30 UTC | 17:30 UTC       | Hans-Jürgen Kreische 19′, 89′ Joachim Streich 45′ Jürgen Sparwasser 66′ | (2 – 0) Rapport |       | München Publik: 40 000 Domare: Michael Wuertz (USA) | München Publik: 40 000 Domare: Michael Wuertz (USA) |
| 17:30 UTC | 17:30 UTC       |                                                                         |                 |       | München Publik: 40 000 Domare: Michael Wuertz (USA) | München Publik: 40 000 Domare: Michael Wuertz (USA) |
| 17:30 UTC | 17:30 UTC       |                                                                         |                 |       | München Publik: 40 000 Domare: Michael Wuertz (USA) | München Publik: 40 000 Domare: Michael Wuertz (USA) |

| 8         | 28 augusti 1972 | Polen                                                 | 5 – 1           | Colombia        | ?                                                           |                                                             |
| 16:45 UTC | 16:45 UTC       | Kazimierz Deyna 16′, 32′ Robert Gadocha 42′, 49′, 72′ | (3 – 0) Rapport | 63′ Jaime Morón | Ingolstadt Publik: 4 000 Domare: Ahmed Gindil Salih (Sudan) | Ingolstadt Publik: 4 000 Domare: Ahmed Gindil Salih (Sudan) |
| 16:45 UTC | 16:45 UTC       |                                                       |                 |                 | Ingolstadt Publik: 4 000 Domare: Ahmed Gindil Salih (Sudan) | Ingolstadt Publik: 4 000 Domare: Ahmed Gindil Salih (Sudan) |
| 16:45 UTC | 16:45 UTC       |                                                       |                 |                 | Ingolstadt Publik: 4 000 Domare: Ahmed Gindil Salih (Sudan) | Ingolstadt Publik: 4 000 Domare: Ahmed Gindil Salih (Sudan) |

| 15        | 30 augusti 1972 | Östtyskland | 6 – 1           | Colombia           | ?                                                          |                                                            |
| 16:30 UTC | 16:30 UTC       | Joachim Streich 1′, 10′ Jürgen Sparwasser 9′ Peter Ducke 31′ Eberhard Vogel 85′ Hans-Jürgen Kreische 88′ (str.) | (4 – 1) Rapport | 38′ Fabio Espinosa | Passau Publik: 4 500 Domare: Abdelkader Aouissi (Algeriet) | Passau Publik: 4 500 Domare: Abdelkader Aouissi (Algeriet) |
| 16:30 UTC | 16:30 UTC       | |                 |                    | Passau Publik: 4 500 Domare: Abdelkader Aouissi (Algeriet) | Passau Publik: 4 500 Domare: Abdelkader Aouissi (Algeriet) |
| 16:30 UTC | 16:30 UTC       | |                 |                    | Passau Publik: 4 500 Domare: Abdelkader Aouissi (Algeriet) | Passau Publik: 4 500 Domare: Abdelkader Aouissi (Algeriet) |

| 16        | 30 augusti 1972 | Polen                                                                | 4 – 0           | Ghana | ?                                                        |                                                          |
| 16:30 UTC | 16:30 UTC       | Włodzimierz Lubański 40′ Robert Gadocha 59′, 89′ Kazimierz Deyna 86′ | (1 – 0) Rapport |       | Regensburg Publik: 2 200 Domare: Kan-Chee Lee (Hongkong) | Regensburg Publik: 2 200 Domare: Kan-Chee Lee (Hongkong) |
| 16:30 UTC | 16:30 UTC       |                                                                      |                 |       | Regensburg Publik: 2 200 Domare: Kan-Chee Lee (Hongkong) | Regensburg Publik: 2 200 Domare: Kan-Chee Lee (Hongkong) |
| 16:30 UTC | 16:30 UTC       |                                                                      |                 |       | Regensburg Publik: 2 200 Domare: Kan-Chee Lee (Hongkong) | Regensburg Publik: 2 200 Domare: Kan-Chee Lee (Hongkong) |

| 24        | 1 september 1972 | Colombia                                                | 3 – 1           | Ghana              | Olympiastadion                                                 |                                                                |
| 21:00 UTC | 21:00 UTC        | Jaime Morón 56′ Ángel María Torres 60′ Luis Montano 82′ | (0 – 0) Rapport | 79′ Ibrahim Sunday | München Publik: 25 000 Domare: Kurt Tschenscher (Västtyskland) | München Publik: 25 000 Domare: Kurt Tschenscher (Västtyskland) |
| 21:00 UTC | 21:00 UTC        |                                                         |                 |                    | München Publik: 25 000 Domare: Kurt Tschenscher (Västtyskland) | München Publik: 25 000 Domare: Kurt Tschenscher (Västtyskland) |
| 21:00 UTC | 21:00 UTC        |                                                         |                 |                    | München Publik: 25 000 Domare: Kurt Tschenscher (Västtyskland) | München Publik: 25 000 Domare: Kurt Tschenscher (Västtyskland) |

| 23        | 1 september 1972 | Polen                | 2 – 1           | Östtyskland         | ?                                                         |                                                           |
| 16:30 UTC | 16:30 UTC        | Jerzy Gorgoń 6′, 63′ | (1 – 1) Rapport | 45′ Joachim Streich | Nürnberg Publik: 10 000 Domare: Werner Winsemann (Kanada) | Nürnberg Publik: 10 000 Domare: Werner Winsemann (Kanada) |
| 16:30 UTC | 16:30 UTC        |                      |                 |                     | Nürnberg Publik: 10 000 Domare: Werner Winsemann (Kanada) | Nürnberg Publik: 10 000 Domare: Werner Winsemann (Kanada) |
| 16:30 UTC | 16:30 UTC        |                      |                 |                     | Nürnberg Publik: 10 000 Domare: Werner Winsemann (Kanada) | Nürnberg Publik: 10 000 Domare: Werner Winsemann (Kanada) |

### Andra omgången

#### Grupp 1
| Nr | Lag          | S | V | O | F | GM | IM | MS | P |
| -- | ------------ | - | - | - | - | -- | -- | -- | - |
| 1  | Ungern       | 3 | 3 | 0 | 0 | 8  | 1  | +7 | 6 |
| 2  | Östtyskland  | 3 | 2 | 0 | 1 | 10 | 4  | +6 | 4 |
| 3  | Västtyskland | 3 | 0 | 1 | 2 | 4  | 8  | −4 | 1 |
| 4  | Mexiko       | 3 | 0 | 1 | 2 | 1  | 10 | −9 | 1 |

| 26        | 3 september 1972 | Ungern                          | 2 – 0           | Östtyskland | ?                                                        |                                                          |
| 15:00 UTC | 15:00 UTC        | Antal Dunai 60′ Kálmán Tóth 66′ | (0 – 0) Rapport |             | Passau Publik: 8 500 Domare: Armando Marques (Brasilien) | Passau Publik: 8 500 Domare: Armando Marques (Brasilien) |
| 15:00 UTC | 15:00 UTC        |                                 |                 |             | Passau Publik: 8 500 Domare: Armando Marques (Brasilien) | Passau Publik: 8 500 Domare: Armando Marques (Brasilien) |
| 15:00 UTC | 15:00 UTC        |                                 |                 |             | Passau Publik: 8 500 Domare: Armando Marques (Brasilien) | Passau Publik: 8 500 Domare: Armando Marques (Brasilien) |

| 25        | 3 september 1972 | Västtyskland       | 1 – 1           | Mexiko               | ?                                                      |                                                        |
| 15:00 UTC | 15:00 UTC        | Ottmar Hitzfeld 5′ | (1 – 0) Rapport | 69′ Leonardo Cuéllar | Nürnberg Publik: 40 000 Domare: Oei Poh Hwa (Malaysia) | Nürnberg Publik: 40 000 Domare: Oei Poh Hwa (Malaysia) |
| 15:00 UTC | 15:00 UTC        |                    |                 |                      | Nürnberg Publik: 40 000 Domare: Oei Poh Hwa (Malaysia) | Nürnberg Publik: 40 000 Domare: Oei Poh Hwa (Malaysia) |
| 15:00 UTC | 15:00 UTC        |                    |                 |                      | Nürnberg Publik: 40 000 Domare: Oei Poh Hwa (Malaysia) | Nürnberg Publik: 40 000 Domare: Oei Poh Hwa (Malaysia) |

| 30        | 5 september 1972 | Östtyskland | 7 – 0           | Mexiko | ?                                                    |                                                      |
| 16:30 UTC | 16:30 UTC        | Frank Ganzera 34′ Jürgen Sparwasser 39′, 51′, 89′ Joachim Streich 48′ Hans-Jürgen Kreische 72′ Reinhard Häfner 79′ | (2 – 0) Rapport |        | Ingolstadt Publik: 5 500 Domare: Jafar Namdar (Iran) | Ingolstadt Publik: 5 500 Domare: Jafar Namdar (Iran) |
| 16:30 UTC | 16:30 UTC        | |                 |        | Ingolstadt Publik: 5 500 Domare: Jafar Namdar (Iran) | Ingolstadt Publik: 5 500 Domare: Jafar Namdar (Iran) |
| 16:30 UTC | 16:30 UTC        | |                 |        | Ingolstadt Publik: 5 500 Domare: Jafar Namdar (Iran) | Ingolstadt Publik: 5 500 Domare: Jafar Namdar (Iran) |

| 29        | 6 september 1972 | Ungern                                          | 4 – 1           | Västtyskland        | Olympiastadion                                            |                                                           |
| 20:00 UTC | 20:00 UTC        | Ede Dunai 14′ Antal Dunai 43′ Lajos Kü 75′, 87′ | (2 – 0) Rapport | 33′ Ottmar Hitzfeld | München Publik: 70 000 Domare: Luis Pestarino (Argentina) | München Publik: 70 000 Domare: Luis Pestarino (Argentina) |
| 20:00 UTC | 20:00 UTC        |                                                 |                 |                     | München Publik: 70 000 Domare: Luis Pestarino (Argentina) | München Publik: 70 000 Domare: Luis Pestarino (Argentina) |
| 20:00 UTC | 20:00 UTC        |                                                 |                 |                     | München Publik: 70 000 Domare: Luis Pestarino (Argentina) | München Publik: 70 000 Domare: Luis Pestarino (Argentina) |

| 34        | 8 september 1972 | Ungern                           | 2 – 0           | Mexiko |                                                          |                                                          |
| 16:30 UTC | 16:30 UTC        | Antal Dunai 35′ Lajos Kocsis 53′ | (1 – 0) Rapport |        | Regensburg Publik: 2 500 Domare: Kan Chee Lee (Hongkong) | Regensburg Publik: 2 500 Domare: Kan Chee Lee (Hongkong) |
| 16:30 UTC | 16:30 UTC        |                                  |                 |        | Regensburg Publik: 2 500 Domare: Kan Chee Lee (Hongkong) | Regensburg Publik: 2 500 Domare: Kan Chee Lee (Hongkong) |
| 16:30 UTC | 16:30 UTC        |                                  |                 |        | Regensburg Publik: 2 500 Domare: Kan Chee Lee (Hongkong) | Regensburg Publik: 2 500 Domare: Kan Chee Lee (Hongkong) |

| 33        | 8 september 1972 | Östtyskland                                                  | 3 – 2           | Västtyskland                        | Olympiastadion                                                            |                                                                           |
| 21:30 UTC | 21:30 UTC        | Jürgen Pommerenke 10′ Joachim Streich 53′ Eberhard Vogel 82′ | (1 – 1) Rapport | 31′ Uli Hoeness 68′ Ottmar Hitzfeld | München Publik: 80 000 Domare: William Mullan (Skottland, Storbritannien) | München Publik: 80 000 Domare: William Mullan (Skottland, Storbritannien) |
| 21:30 UTC | 21:30 UTC        |                                                              |                 |                                     | München Publik: 80 000 Domare: William Mullan (Skottland, Storbritannien) | München Publik: 80 000 Domare: William Mullan (Skottland, Storbritannien) |
| 21:30 UTC | 21:30 UTC        |                                                              |                 |                                     | München Publik: 80 000 Domare: William Mullan (Skottland, Storbritannien) | München Publik: 80 000 Domare: William Mullan (Skottland, Storbritannien) |

#### Grupp 2
| Nr | Lag           | S | V | O | F | GM | IM | MS  | P |
| -- | ------------- | - | - | - | - | -- | -- | --- | - |
| 1  | Polen         | 3 | 2 | 1 | 0 | 8  | 2  | +6  | 5 |
| 2  | Sovjetunionen | 3 | 2 | 0 | 1 | 8  | 2  | +6  | 4 |
| 3  | Danmark       | 3 | 1 | 1 | 1 | 4  | 6  | −2  | 3 |
| 4  | Marocko       | 3 | 0 | 0 | 3 | 1  | 11 | −10 | 0 |

| 27        | 3 september 1972 | Sovjetunionen                                              | 3 – 0           | Marocko | Olympiastadion                                                |                                                               |
| 21:00 UTC | 21:00 UTC        | Vyacheslav Semyonov 1′ Viktor Kolotov 15′ Yury Eliseev 69′ | (2 – 0) Rapport |         | München Publik: 55 000 Domare: Guillermo Velasquez (Colombia) | München Publik: 55 000 Domare: Guillermo Velasquez (Colombia) |
| 21:00 UTC | 21:00 UTC        |                                                            |                 |         | München Publik: 55 000 Domare: Guillermo Velasquez (Colombia) | München Publik: 55 000 Domare: Guillermo Velasquez (Colombia) |
| 21:00 UTC | 21:00 UTC        |                                                            |                 |         | München Publik: 55 000 Domare: Guillermo Velasquez (Colombia) | München Publik: 55 000 Domare: Guillermo Velasquez (Colombia) |

| 28        | 3 september 1972 | Danmark          | 1 – 1           | Polen               | ?                                                              |                                                                |
| 15:00 UTC | 15:00 UTC        | Heino Hansen 27′ | (1 – 1) Rapport | 36′ Kazimierz Deyna | Regensburg Publik: 4 000 Domare: Abdelkader Aouissi (Algeriet) | Regensburg Publik: 4 000 Domare: Abdelkader Aouissi (Algeriet) |
| 15:00 UTC | 15:00 UTC        |                  |                 |                     | Regensburg Publik: 4 000 Domare: Abdelkader Aouissi (Algeriet) | Regensburg Publik: 4 000 Domare: Abdelkader Aouissi (Algeriet) |
| 15:00 UTC | 15:00 UTC        |                  |                 |                     | Regensburg Publik: 4 000 Domare: Abdelkader Aouissi (Algeriet) | Regensburg Publik: 4 000 Domare: Abdelkader Aouissi (Algeriet) |

| 32        | 5 september 1972 | Sovjetunionen    | 1 – 2           | Polen                                            | Rosenaustadion                                     |                                                    |
| 16:30 UTC | 16:30 UTC        | Oleg Blokhin 28′ | (1 – 0) Rapport | 79′ (str.) Kazimierz Deyna 87′ Zygfryd Szołtysik | Augsburg Publik: 5 000 Domare: Henry Oberg (Norge) | Augsburg Publik: 5 000 Domare: Henry Oberg (Norge) |
| 16:30 UTC | 16:30 UTC        |                  |                 |                                                  | Augsburg Publik: 5 000 Domare: Henry Oberg (Norge) | Augsburg Publik: 5 000 Domare: Henry Oberg (Norge) |
| 16:30 UTC | 16:30 UTC        |                  |                 |                                                  | Augsburg Publik: 5 000 Domare: Henry Oberg (Norge) | Augsburg Publik: 5 000 Domare: Henry Oberg (Norge) |

| 31        | 5 september 1972 | Danmark                                  | 3 – 1           | Marocko            | ?                                                      |                                                        |
| 16:30 UTC | 16:30 UTC        | Keld Bak 55′, 83′ 83′ Leif Printzlau 90′ | (0 – 0) Rapport | 89′ Mohamed Merzaq | Passau Publik: 3 100 Domare: Werner Winsemann (Kanada) | Passau Publik: 3 100 Domare: Werner Winsemann (Kanada) |
| 16:30 UTC | 16:30 UTC        |                                          |                 |                    | Passau Publik: 3 100 Domare: Werner Winsemann (Kanada) | Passau Publik: 3 100 Domare: Werner Winsemann (Kanada) |
| 16:30 UTC | 16:30 UTC        |                                          |                 |                    | Passau Publik: 3 100 Domare: Werner Winsemann (Kanada) | Passau Publik: 3 100 Domare: Werner Winsemann (Kanada) |

| 36        | 8 september 1972 | Sovjetunionen                                                               | 4 – 0           | Danmark | Rosenaustadion                                         |                                                        |
| 16:30 UTC | 16:30 UTC        | Viktor Kolotov 20′ Vyacheslav Semyonov 28′ Oleg Blokhin 55′ Yozhef Sabo 88′ | (2 – 0) Rapport |         | Augsburg Publik: 4 000 Domare: Dogan Babacan (Turkiet) | Augsburg Publik: 4 000 Domare: Dogan Babacan (Turkiet) |
| 16:30 UTC | 16:30 UTC        |                                                                             |                 |         | Augsburg Publik: 4 000 Domare: Dogan Babacan (Turkiet) | Augsburg Publik: 4 000 Domare: Dogan Babacan (Turkiet) |
| 16:30 UTC | 16:30 UTC        |                                                                             |                 |         | Augsburg Publik: 4 000 Domare: Dogan Babacan (Turkiet) | Augsburg Publik: 4 000 Domare: Dogan Babacan (Turkiet) |

| 35        | 8 september 1972 | Polen                                                                                            | 5 – 0           | Marocko | ?                                                           |                                                             |
| 16:30 UTC | 16:30 UTC        | Kazimierz Kmiecik 3′ Włodzimierz Lubański 10′ Kazimierz Deyna 45′ (str.), 63′ Robert Gadocha 53′ | (3 – 0) Rapport |         | Nürnberg Publik: 500 Domare: Francesco Francescon (Italien) | Nürnberg Publik: 500 Domare: Francesco Francescon (Italien) |
| 16:30 UTC | 16:30 UTC        |                                                                                                  |                 |         | Nürnberg Publik: 500 Domare: Francesco Francescon (Italien) | Nürnberg Publik: 500 Domare: Francesco Francescon (Italien) |
| 16:30 UTC | 16:30 UTC        |                                                                                                  |                 |         | Nürnberg Publik: 500 Domare: Francesco Francescon (Italien) | Nürnberg Publik: 500 Domare: Francesco Francescon (Italien) |

### Bronsmatch
| 37        | 10 september 1972 | Sovjetunionen                           | 0000 2 – 2 (e.fl.) | Östtyskland                                        | Olympiastadion                                             |                                                            |
| 10:00 UTC | 10:00 UTC         | Oleg Blochin 10′ Murtaz Churtsilava 30′ | (2 – 1) Rapport    | 33′ (str.) Hans-Jürgen Kreische 78′ Eberhard Vogel | München Publik: 80 000 Domare: Armando Marques (Brasilien) | München Publik: 80 000 Domare: Armando Marques (Brasilien) |
| 10:00 UTC | 10:00 UTC         |                                         |                    |                                                    | München Publik: 80 000 Domare: Armando Marques (Brasilien) | München Publik: 80 000 Domare: Armando Marques (Brasilien) |
| 10:00 UTC | 10:00 UTC         |                                         |                    |                                                    | München Publik: 80 000 Domare: Armando Marques (Brasilien) | München Publik: 80 000 Domare: Armando Marques (Brasilien) |

Bronsmedaljerna delades mellan Sovjetunionen och Östtyskland.

### Final
| 38        | 10 september 1972 | Polen                    | 2 – 1           | Ungern          | Olympiastadion                                                 |                                                                |
| 20:15 UTC | 20:15 UTC         | Kazimierz Deyna 47′, 68′ | (0 – 1) Rapport | 42′ Bela Varadi | München Publik: 80 000 Domare: Kurt Tschenscher (Västtyskland) | München Publik: 80 000 Domare: Kurt Tschenscher (Västtyskland) |
| 20:15 UTC | 20:15 UTC         |                          |                 |                 | München Publik: 80 000 Domare: Kurt Tschenscher (Västtyskland) | München Publik: 80 000 Domare: Kurt Tschenscher (Västtyskland) |
| 20:15 UTC | 20:15 UTC         |                          |                 |                 | München Publik: 80 000 Domare: Kurt Tschenscher (Västtyskland) | München Publik: 80 000 Domare: Kurt Tschenscher (Västtyskland) |